# اکوی، دنیزلی
اکوی، دنیزلی (به لاتین: Akköy, Denizli) یک سکونتگاه مسکونی در ترکیه است که در استان دنیزلی واقع شده‌است.

## خصوصیات
اکوی ۲٬۷۰۷ نفر جمعیت دارد.